# Hemithyrsocera parilis
Hemithyrsocera parilis är en kackerlacksart som först beskrevs av Walker, F. 1868.  Hemithyrsocera parilis ingår i släktet Hemithyrsocera och familjen småkackerlackor. Inga underarter finns listade i Catalogue of Life.